# Mito Hollyhock
Mito HollyHock (水戸ホーリーホック) är ett fotbollslag från Mito (Ibaraki prefektur) i Japan. Laget spelar för närvarande (2020) i den näst högsta proffsligan J2 League.

## Placeringar tidigare år
1993–1999 Deltog ej
| Säsong | Nivå | Liga      | Placering | Referens | Notering |
| ------ | ---- | --------- | --------- | -------- | -------- |
| 2000   | 2    | J2 League | 9         | [ 2 ]    |          |
| 2001   | 2    | J2 League | 11        | [ 3 ]    |          |
| 2002   | 2    | J2 League | 10        | [ 4 ]    |          |
| 2003   | 2    | J2 League | 7         | [ 5 ]    |          |
| 2004   | 2    | J2 League | 9         | [ 6 ]    |          |
| 2005   | 2    | J2 League | 10        | [ 7 ]    |          |
| 2006   | 2    | J2 League | 10        | [ 8 ]    |          |
| 2007   | 2    | J2 League | 12        | [ 9 ]    |          |
| 2008   | 2    | J2 League | 11        | [ 10 ]   |          |
| 2009   | 2    | J2 League | 8         | [ 11 ]   |          |
| 2010   | 2    | J2 League | 16        | [ 12 ]   |          |
| 2011   | 2    | J2 League | 17        | [ 13 ]   |          |
| 2012   | 2    | J2 League | 13        | [ 14 ]   |          |
| 2013   | 2    | J2 League | 15        | [ 15 ]   |          |
| 2014   | 2    | J2 League | 15        | [ 16 ]   |          |
| 2015   | 2    | J2 League | 19        | [ 17 ]   |          |
| 2016   | 2    | J2 League | 13        | [ 18 ]   |          |
| 2017   | 2    | J2 League | 14        | [ 19 ]   |          |
| 2018   | 2    | J2 League | 10        | [ 20 ]   |          |
| 2019   | 2    | J2 League | 7         | [ 21 ]   |          |
| 2020   | 2    | J2 League | 9         | [ 22 ]   | Pandemin |
| 2021   | 2    | J2 League | 10        | [ 23 ]   | Pandemin |
| 2022   | 2    | J2 League | 13        | [ 24 ]   | Pandemin |
| 2023   | 2    | J2 League | 17        | [ 25 ]   |          |
| 2024   | 2    | J2 League | 15        | [ 26 ]   |          |

## Spelartrupp
Aktuell 23 april 2022
| Nr | Land         | Pos | Namn                                         |
| -- | ------------ | --- | -------------------------------------------- |
| 1  | Japan        | MV  | Koji Homma                                   |
| 2  | Japan        | F   | Koki Gotoda                                  |
| 3  | Japan        | F   | Koshi Osaki                                  |
| 4  | Filippinerna | F   | Jefferson Tabinas                            |
| 7  | Japan        | MF  | Yutaka Soneda                                |
| 8  | Japan        | MF  | Yuto Mori                                    |
| 9  | Japan        | A   | Mizuki Ando                                  |
| 10 | Japan        | MF  | Jun Kanakubo                                 |
| 11 | Japan        | MF  | Kazuma Takai                                 |
| 13 | Japan        | F   | Takumi Kusumoto                              |
| 14 | Japan        | MF  | Naoki Tsubaki (lån från Yokohama F. Marinos) |
| 15 | Japan        | A   | Kosuke Kinoshita                             |
| 16 | Japan        | MF  | Ryosuke Maeda                                |
| 17 | Japan        | MF  | Ryo Niizato                                  |
| 18 | Japan        | MF  | Shoma Otoizumi                               |
| 19 | Japan        | MF  | Koichi Murata                                |

| Nr | Land  | Pos | Namn                                      |
| -- | ----- | --- | ----------------------------------------- |
| 20 | Japan | A   | Kaito Umeda                               |
| 21 | Japan | F   | Nao Yamada                                |
| 22 | Japan | MF  | Kodai Dohi (lån från Sanfrecce Hiroshima) |
| 25 | Japan | MF  | Yuto Hiratsuka                            |
| 28 | Japan | MV  | Louis Yamaguchi                           |
| 30 | Japan | MF  | Kenshin Takagishi                         |
| 32 | Japan | MV  | Akihito Ozawa                             |
| 33 | Japan | F   | Stevia Egbus Mikuni                       |
| 34 | Japan | MF  | Fumiya Sugiura                            |
| 38 | Japan | A   | Shoji Toyama (lån från Gamba Osaka)       |
| 39 | Japan | MF  | Kaiyo Yanagimachi                         |
| 40 | Japan | F   | Takaya Kuroishi                           |
| 41 | Japan | MV  | Kaiho Nakayama                            |
| 43 | Japan | MF  | Yoshitake Suzuki                          |
| 45 | Japan | MV  | Shu Mogi (lån från Cerezo Osaka)          |
| 47 | Japan | F   | Hayate Matsuda                            |

## Tidigare spelare
- Marcus Tulio Tanaka
- Takayuki Suzuki
- Kota Yoshihara
- Daisuke Ichikawa
- Tsukasa Shiotani
- Yu Kobayashi
- Sérgio Luiz Donizetti
- Francisco Fernández
- Nguyễn Công Phượng